# Засада (филм, 1974)
„Засада“ е български игрален филм (психологическа драма) от 1974 година на режисьора Орфей Цоков, по сценарий на Любен Попов. Оператор е Георги Карайорданов, а музиката е на Ангел Михайлов. Художник е Искра Личева 

## Актьорски състав
| В главните роли             | Изпълнител        |
| --------------------------- | ----------------- |
| Симеон Боянов, ляво крило   | Богомил Атанасов  |
| Славчо                      | Николай Иванов    |
| Юлия, приятелката на Симеон | Ренета Дралчева   |
| журналистът Томов           | Васил Попилиев    |
| треньорът Кортенски         | Дамян Антонов     |
| мениджърът Уилсон           | Андрей Чапразов   |
| инспектор Стоун             | Стефан Пейчев     |
| рижавият журналист          | Никола Дачев      |
| мустакатият                 | Лъчезар Стоянов   |
| треньорът Либниц            | Джоко Росич       |
| барманът                    | Георги Стоянов    |
| русата                      | Живка Пенева      |
| червенокосата               | Мария Славчева    |
| журналистът от летището     | Петър Пенков      |
| комисарят                   | Виктор Данченко   |
| бай Манчо                   | Антон Карастоянов |
| кюрето                      | Стефан Антонов    |
| посетител в бара            | Антон Радичев     |
| посетител в бара            | Стефан Нейчев     |
|                             | Васил Петков      |
|                             | Тодор Генчев      |
|                             | Евгени Кавадански |
|                             | Петър Петров      |
|                             | Иван Мичев        |
|                             | Яким Михов        |